# Saison 1 de La Crim'
Cet article présente le guide des épisodes de la première saison de la série télévisée La Crim'.

## Épisode 1:La Part du feu
- Numéro: 1
- Diffusion: 11 juin 1999 (France 2)

Équipe de réalisation
- Idée originale: Jeffrey Frohner et Martin Brossollet
- Scénaristes: Jeffrey Frohner, Martin Brossollet, Franck Philippon
- Dialogues: Jeffrey Frohner, Martin Brossollet, Franck Philippon
- Réalisateurs: Miguel Courtois
- Musiques: Nicolas Neidhardt, Benjamin Roy, Jean-Marc Fyot
- Dir. photo: Dominique Bouilleret
- Son: Rolly Belhassen
- Décors: Dominique Douret
- Montage: Marie Quinton
- Script: Béatrice Pollet

Distribution
- Clotilde de Bayser: Françoise Galliot
- Dominique Guillo: Le lieutenant Alexandre Siskowski
- Didier Cauchy: Le capitaine Jean-Louis Scandella
- Jean-François Garreaud: Le commandant Michel Lemarchand
- Teco Celio: Paul Moreau
- Agathe de La Boulaye: Le lieutenant Caroline Tessier de la Ribaudière
- Grazziella Delerm: Mme le substitut
- Guilaine Londez: Anne Risseau
- Patrice Valota: Gilles Monin
- Jacques Hansen: Bruneschi
- Patrice Juiff: Andreone
- Isabelle Alexis: Martine
- Lorànt Deutsch: J.-M. Cunet
- Lorena Sayler: Aline Bayeux
- Victor Wagner: Marescaux
- Olivier Pélisson: Un policier
- Isabelle Alexis: Martine
- Marc Levy: Le docteur Méry
- Krystel Larcher: L'infirmière
- Nathela Davrichewy: Une femme de la crim'
- Antonio Ferreira: Un homme de la crim'

Résumé
Une femme violée, un mari, pompier de son état, assassiné à coups de fer à repasser... À deux jours de la Fête nationale, l'affaire paraît simple: le violeur, surpris par le retour du mari, aura assassiné ce dernier. Mais, très vite, l'enquête prend une nouvelle tournure...

## Épisode 2:Mort d'un peintre
- Numéro: 2
- Diffusion: 11 juin 1999 (France 2)

Équipe de réalisation
- Idée originale: Jeffrey Frohner et Martin Brossollet
- Scénaristes: Jeffrey Frohner, Martin Brossollet, Franck Philippon, Julien Sarfati
- Dialogues: Jeffrey Frohner, Martin Brossollet, Franck Philippon, Julien Sarfati
- Réalisateur: Miguel Courtois
- Musiques: Nicolas Neidhardt, Benjamin Roy, Jean-Marc Fyot
- Dir. photo: Dominique Bouilleret
- Son: Rolly Belhassen
- Décors: Dominique Douret
- Montage: Marie Quinton
- Script: Béatrice Pollet

Distribution
- Clotilde de Bayser: Françoise Galliot
- Dominique Guillo: Le lieutenant Alexandre Siskowski
- Didier Cauchy: Le capitaine Jean-Louis Scandella
- Jean-François Garreaud: Le commandant Michel Lemarchand
- Teco Celio: Paul Moreau
- Agathe de La Boulaye: Le lieutenant Caroline Tessier de la Ribaudière
- Grazziella Delerm: Mme le substitut
- Patrice Valota: Gilles Monin
- Marc Levy: Le docteur Méry
- Pierre Aussedat: Lack
- Virgile Bayle: Malekian
- Thierry Heckendorn: Bergonzat
- Olivier Pélisson: Un policier
- Annabelle Mouloudji: Hélène
- Arsène Jiroyan: Mathon
- Stéphanie Pasterkamp: Nathalie
- Antoine Blanquefort: Le lieutenant Morin
- Jean-Claude Mullès: Le chimiste
- Odea Darcque: Gina
- Karine Nuris: Mona
- Jean-Christophe Bouvet: Fred
- Nathela Davrichewy: Une femme de la crim'
- Antonio Ferreira: Un homme de la crim'

Résumé
Max Tanner, cinquante-trois ans, est un peintre connu. Un beau matin, il est retrouvé mort dans son atelier par Henri Lack, le galeriste qui l'expose. Le corps criblé de coups de couteau, le peintre a eu aussi la main droite tranchée. La fouille de l'atelier dévoile certains aspects sordides de la vie privée de l'artiste...

## Épisode 3:Ad patres
- Numéro: 3
- Diffusion: 18 juin 1999 (France 2)

Distribution
- Clotilde de Bayser: Françoise Galliot
- Dominique Guillo: Le lieutenant Alexandre Siskowski
- Didier Cauchy: Le capitaine Jean-Louis Scandella
- Jean-François Garreaud: Le commandant Michel Lemarchand
- Teco Celio: Paul Moreau
- Agathe de La Boulaye: Le lieutenant Caroline Tessier de la Ribaudière
- Grazziella Delerm: Mme le substitut
- Patrice Valota: Gilles Monin
- Jacques Hansen: Bruneschi
- François Levantal: le père Saintonge

Résumé
Un homme est retrouvé mort dans un lac avec dans ses poches de maigres indices pour l'identifier : un nez de clown et un mot, "Batafrankel". Bientôt, l'équipe découvre qu'il s'agissait d'un acteur au chômage, qui faisait occasionnellement le clown dans un hôpital, mais qui pourrait aussi cacher d'autres secrets... 

## Épisode 4:Le Saigneur
- Numéro: 4
- Diffusion: 18 juin 1999 (France 2)

Distribution
- Clotilde de Bayser: Françoise Galliot
- Dominique Guillo: Le lieutenant Alexandre Siskowski
- Didier Cauchy: Le capitaine Jean-Louis Scandella
- Jean-François Garreaud: Le commandant Michel Lemarchand
- Teco Celio: Paul Moreau
- Agathe de La Boulaye: Le lieutenant Caroline Tessier de la Ribaudière
- Grazziella Delerm: Mme le substitut
- Patrice Valota: Gilles Monin
- Stéphanie Pasterkamp: Nathalie
- Philippe Magnan: Laffarge
- Mathias Jung: Bourdet

Résumé
Un corps est retrouvé sur les quais, juste en face du 36. Il a été plongé dans un bain d'acide. L'équipe va devoir faire face à un tueur en série retors et très bien renseigné sur la brigade criminelle. Les lieutenants Siskowski et Tessier connaissent quelques distensions, mais finissent par faire la paix.

## Épisode 5:Le Serpent
- Numéro: 5
- Diffusion: 25 juin 1999 (France 2)

Distribution
- Clotilde de Bayser: Françoise Galliot
- Dominique Guillo: Le lieutenant Alexandre Siskowski
- Didier Cauchy: Le capitaine Jean-Louis Scandella
- Jean-François Garreaud: Le commandant Michel Lemarchand
- Teco Celio: Paul Moreau
- Agathe de La Boulaye: Le lieutenant Caroline Tessier de la Ribaudière
- Grazziella Delerm: Mme le substitut
- Patrice Valota: Gilles Monin
- Stéphanie Pasterkamp: Nathalie
- Philippe Magnan: Laffarge
- Mathias Jung: Bourdet

Résumé
Alors que les lieutenants Siskowski et Tessier enquêtent sur le viol présumé d'une domestique par le fils de ses employeurs et deux autres jeunes, ils sont appelés sur une autre scène de crime : cinq membres d'une même famille, dont un enfant, ont été tués à coups de hache. Seul le père, absent, a échappé au massacre. Ce dernier étant expert psychiatre auprès des tribunaux, l'équipe s'intéresse à ses patients actuels et passés.

## Épisode 6:Tripes de Louchebem
- Numéro: 6
- Diffusion: 25 juin 1999 (France 2)

Distribution
- Clotilde de Bayser: Françoise Galliot
- Dominique Guillo: Le lieutenant Alexandre Siskowski
- Didier Cauchy: Le capitaine Jean-Louis Scandella
- Jean-François Garreaud: Le commandant Michel Lemarchand
- Teco Celio: Paul Moreau
- Agathe de La Boulaye: Le lieutenant Caroline Tessier de la Ribaudière
- Grazziella Delerm: Mme le substitut
- Patrice Valota: Gilles Monin
- Stéphanie Pasterkamp: Nathalie
- Maxime Leroux: Gérard Coste
- Françoise Michaud: Mme Coste
- Niels Dubost: Éric Schuller
- Philippe Magnan: Laffarge
- Mathias Jung: Bourdet

Résumé
À Rungis, le cadavre d'un boucher est retrouvé dans une chambre froide. Il a été poignardé à l'artère fémorale et s'est vidé de son sang. L'équipe privilégie deux suspects : le frère de la victime, Gérard, avec qui il s'était disputé quelques jours plus tôt pour des histoires d'argent, et Éric Schuller, un commis qui s'avère être l'amant de sa femme. Parallèlement, tous les membres de l'équipe sont confrontés à des problèmes sentimentaux et familiaux, et la tension se fait ressentir au sein de la brigade.